# ガラパゴスピンクイグアナ
ガラパゴスピンクイグアナ (学名: Conolophus marthae) は、 有鱗目イグアナ科リクイグアナ属に分類されるトカゲ。通称ピンクイグアナ。
2009年に新種登録された。

## 分布
ガラパゴス諸島のイサベラ島北部のウォルフ火山高地に生息。

## 形態
全長87-108 cm。最大で120 cm。体色は背中の黒色の横縞模様と黒い尻尾を除いてイグアナの中で唯一のピンク色である 首の後ろがなだらかに盛り上がっている。

## 生態
植物の葉や花、実などを食す。地中に巣を作り卵を産む。大人は天敵があまりいないが、卵や幼体は人が持ち込んだノネコやネズミに捕食される可能性がある。

## 保全状況
総個体数は211匹とされ、若い個体も見つかっておらず絶滅に向かっているとされてきたが、近年になって幼体が見つかり個体数回復の希望が見え始めてきた。